# Autophradatès
Autophradatès est un satrape de Lydie à l'époque de l'Empire achéménide. Il succède avec Pharnabaze à Memnon de Rhodes à la tête de la flotte perse en mer Égée au début de 333 av. J.-C. durant les campagnes d'Alexandre le Grand.

## Biographie
Satrape de Lydie, il participe à la révolte de Datamès entre 365 et 363 avant de se rallier à Artaxerxès II. Puis sous le règne d'Artaxerxès III, il participe à la répression de la révolte du satrape Artabaze (354).
Début 333, il succède à Memnon de Rhodes à la tête des troupes, et surtout de la flotte, en lutte contre la Macédoine en mer Égée conjointement avec Artabaze bien que celui-ci semble avoir la primauté. Ils s'emparent de Mytilène après négociation avec les habitants et y rétablissent un tyran, Diogène, assisté d'une garnison commandée par un rhodien, Lycomède. Puis Ténédos, alliée d'Alexandre est prise tandis que s'ouvrent des négociations avec le roi de Sparte Agis III pour un éventuel soutien en cas de révolte de la Grèce. Agis reçoit de la part des deux satrapes de larges subsides.
Chios est soumise et Autophradatès, qui s'installe provisoirement à Halicarnasse, se prépare à débarquer dans le Péloponnèse quand survient la nouvelle de la bataille d'Issos. Progressivement la flotte perse, surtout composée de Phéniciens, se délite au fur et à mesure qu'Alexandre le Grand s'empare de la côte phénicienne. Chios se révolte (Pharnabaze y est fait prisonnier) et les tyrans installés par les deux satrapes sont renversés.
Il semble qu'Autophradatès, comme beaucoup de notables perses, se soit rallié à Alexandre car Arrien le mentionne comme satrape lors de l'expédition du roi dans les Hautes satrapies d'Asie.

## Source antique
- Arrien, Anabase [lire en ligne], II, 1-2, 6.